# Témporas
Las témporas, en la Iglesia católica, son los breves ciclos litúrgicos, correspondientes al final e inicio de las cuatro estaciones del año, consagrados especialmente a la plegaria y a la penitencia. En su origen, el objeto de las témporas era dedicar un tiempo a dar gracias a Dios por los beneficios recibidos de la tierra y a pedirle su bendición sobre las siembras para que produjeran cosechas abundantes. Tratándose de una institución que afecta a toda la comunidad cristiana, ese tiempo se organizó hasta convertirse en un conjunto de celebraciones litúrgicas, con sus formularios propios. Desde el principio la celebración de las témporas suponía actos penitenciales colectivos, ayuno en su sentido amplio particularmente, medio necesario para purificar el espíritu y para poder ofrecer a Dios el culto confiado de la Iglesia, del modo más sincero.

## Origen
Una fuente remota de la institución de las témporas podríamos encontrarla en el Antiguo Testamento. En dicho libro, el profeta Zacarías hace referencia a un ayuno especial que debe observarse el cuarto, quinto, séptimo y décimo mes; ayuno que «se tornará en gozo y regocijo y en festivas solemnidades» (Zacarías 8:19). Sin embargo, se tiene por cierto que los primeros cristianos no siguieron esa costumbre. La institución cristiana de las témporas aparece en Roma, quizá ya durante el siglo III, según una hipótesis bien fundada, reemplazando los festejos paganos de las «ferias de la cosecha», «ferias de la vendimia» y «ferias de la siembra». Según otra opinión, fue el papa Siricio (384-399) quien, buscando la moderación, las impuso con el fin de oponerse a los ataques de Joviniano contra el ayuno y de librar al pueblo del ayuno continuo que pretendían introducir algunos.
A semejanza de las fiestas agrícolas paganas, al principio las témporas no correspondían a una semana determinada dentro del ciclo litúrgico; se celebraban independientemente, conforme al curso natural de las cosechas y de las siembras, más o menos variable en cada región. Con la difusión del rito romano, las témporas se propagaron por toda la liturgia de Occidente; los ritos orientales las desconocen. Las más antiguas témporas son las de septiembre, diciembre y las que se llamaban del cuarto mes y después témporas de Pentecostés por celebrarse durante la octava de esa festividad.

## Predicción meteorológica según las témporas

### Cálculo de las témporas
Popularmente, especialmente en el norte de España, se han empleado las témporas para tratar de predecir el tiempo que hará en cada una de las estaciones siguientes a las témporas correspondientes. A pesar de que los días de témporas son los mismos en todas partes, la interpretación que se haga difiere mucho de un lugar a otro.
Para la predicción meteorológica, se calculan las témporas del siguiente modo: 
- Témporas de Primavera (o Primeras): Son el miércoles, viernes y sábado de la segunda semana de Cuaresma.
- Témporas de Verano (o Segundas): Son el miércoles, viernes y sábado de la primera semana después de Pentecostés.
- Témporas de Otoño (o Terceras): Son el miércoles, viernes y sábado siguientes al 14 de septiembre, día de la Exaltación de la Santa Cruz. Si este día cae en miércoles, entonces las témporas serán el miércoles, viernes y sábado de la semana siguiente.
- Témporas de Invierno (o Cuartas): Son el miércoles, viernes y sábado siguientes al 13 de diciembre, día de Santa Lucía. Si este día cae en miércoles, entonces las témporas serán el miércoles, viernes y sábado de la semana siguiente.

### Observación y predicción
Para la predicción meteorológica, deberemos observar el tiempo que hace en las témporas correspondientes. Debe tenerse en cuenta, más que los meteoros puntuales como lluvia o sol, la dirección del viento, el encapotamiento del cielo y también pueden tenerse en cuenta fenómenos fenológicos (es decir, aquellos que afectan a animales y plantas según el tiempo meteorológico). A partir de aquí, la predicción se hace de diferente manera según las zonas. Los dos métodos de predicción más habituales son: 
1. Basada en el viento: La estación siguiente a las témporas tendrá como viento predominante aquel que haya sido el predominante durante sus témporas (hay quien observa únicamente la dirección del viento a las 00.00 horas de cada día de témporas). Dependiendo del efecto que el viento predominante tenga en cada zona, ese será el tiempo que hará durante la estación, de manera general. Ejemplo: Durante las témporas de Invierno observamos que el viento predominante es del sur. Si en donde nosotros vivimos el viento del sur trae habitualmente aire seco y cielos despejados, podremos pronosticar un invierno seco.
2. Basada en la observación independiente de cada día de témporas: Según este sistema, observaremos el tiempo que hace en cada día de témporas. Cada mes de la estación siguiente tendrá el mismo tiempo que cada uno de los días de témporas respectivos. Ejemplo: Durante las témporas de Verano observamos que el miércoles llueve y hay viento sur cálido, el viernes deja de llover y continúa el viento sur, y el sábado sube mucho la temperatura y el cielo está despejado. Con esto, el primer mes del verano será, en términos generales, húmedo y cálido(como lo fue el miércoles de sus témporas). El segundo mes descenderá la humedad y continuarán las temperaturas cálidas, como el viernes de sus témporas. El tercer mes del verano será muy seco y caluroso, como lo fue el sábado de sus témporas.

A pesar de que es un método basado en la influencia lunar y planetaria, se trata de un método popular que tenía gran importancia en el campo. Es importante conocer si durante la época de vendimia helará, porque en ese caso, habría que adelantarla para no perder la producción. O si la primavera será húmeda para decidir el tipo de cultivo.
A diferencia de otros métodos populares (como por ejemplo, las cabañuelas, que tienen en cuenta días fijos y continuados) en realidad las témporas son fijadas cada año según el calendario lunar, utilizándose referencias religiosas sólo para facilitar su cálculo, sin ninguna influencia mágica o sobrenatural.

### Crítica
Desde el punto de vista científico, no es posible realizar una predicción correcta basándose solamente en el estado actual de la atmósfera en un lugar concreto, ya que el tiempo no evoluciona de forma independiente en unos sitios de otros. Hay que tener en cuenta que la atmósfera es un sistema caótico, por lo que cambios pequeños en lugares remotos pueden acabar teniendo efectos muy grandes en la meteorología local. Estudios rigurosos demuestran que la capacidad de predecir con una estación de antelación depende del estado del océano (especialmente el tropical).
El desarrollo histórico de las témporas tiene, en consecuencia, una connotación esencialmente religiosa, posiblemente, debido  a la tradición y otros motivos culturales, como la necesidad que han tenido todas las culturas de predecir el tiempo, que ha llevado a tradiciones como el Día de la marmota y almanaques como el Calendario Zaragozano.
Las témporas tienen valor como tradición y son parte de nuestro patrimonio cultural, si bien no existe ninguna evidencia que sustente el uso de las témporas como un sistema de predicción estacional fiable.
La meteorología realiza predicciones a partir de principios físicos básicos, formulados mediante ecuaciones complejas que se resuelven en ordenadores de última generación. La sociedad dedica grandes cantidades de dinero a mantener centros de predicción numérica, sensores meteorológicos en superficie, barcos oceanográficos, boyas, radiosondeos verticales, satélites y otros sistemas de medida. Gracias a ello, los pronósticos del tiempo son cada día más precisos, facilitando la protección social ante eventos meteorológicos adversos.